# Rockin' Around the Christmas Tree
"Rockin' Around the Christmas Tree" er en amerikansk julesang skrevet af Johnny Marks og oprindeligt indspillet af Brenda Lee i 1958. Ved sangens 50 års-jubilæum i 2008 havde originalindspilningen solgt over 25 millioner eksemplarer og var den fjerdemest downloadede af alle julesange. Sangen er indspillet i en række andre versioner gennem årene.

## Brenda Lees version
Skønt hendes stemme lyder ganske moden på indspilningen var Brenda Lee blot 13 år på indspilningstidspunktet. Trods titlens antydning af, at sangen er en rock'n'roll-sang, passer den i lige så høj grad ind i countrygenren, som Lee bevægede sig mere i retning af, efterhånden som hendes karriere udviklede sig. Musikerne, der spillede under optagelsen, var guitaristerne Grady Martin og Hank Garland, trommeslageren Buddy Harman, bassisten Bob Moore, pianisten Floyd Cramer og saksofonisten Boots Randolph. Sangen går i A-dur.
Skønt Decca udsendte pladen i både 1958 og 1959, solgte den ikke specielt godt, før Brenda Lee i 1960 var blevet en stor stjerne. Dette år nåede pladen en 14. plads på den amerikanske Billboard Hot 100 under julesalget, og den fortsatte med at sælge godt til jul de følgende år med bedste hitlisteplacering i USA i 1965, hvor den nåede tredjepladsen. I Storbritannien blev den udsendt første gang i 1963 og nåede da sjettepladsen. Så sent som i 2017 nåede sangen sin næstbedste britiske placering som download med en 15. plads.

## Andre versioner
Sangen er indspillet af mange andre kunstnere. En populær britisk version kom til verden i 1987 med sangerinden Kim Wilde og komikeren Mel Smith, krediteret som Mel & Kim i en parodi på den på den tid populære søsterduo Mel & Kim. Indspilningen blev lavet til fordel for velgørenhedsorganisationen Comic Relief og nåede tredjepladsen på den britiske hitliste samme år. En tilhørende video viser Wilde og Smith, der holder julefest, hvor bl.a. Smiths faste makker Griff Rhys Jones og bandet Curiosity Killed the Cat er gæster.
Følgende har ligeledes lavet indspilninger af sangen:
- Bill Haley & His Comets (1968, ikke udgivet dette år)
- Lynn Anderson (1970) på albummet The Christmas Album
- Amy Grant (1992) på albummet Home for Christmas
- Hanson (1997) på albummet Snowed In
- Cyndi Lauper (1998) på albummet Merry Christmas ... Have a Nice Life
- Green Day (2000 på deres hjemmeside)
- Mek Pek (2000) på albummet Mek and the X-Mas Peks
- LeAnn Rimes (2004) på albummet What a Wonderful World
- Hannah Montana (2007) på albummet Disney Channel Holiday
- Lotta Engberg (2009) på albummet Jul hos mig (svensk titel: "Julen är här")
- Chicago (2011) på albummet Chicago XXXIII: O Christmas Three
- She & Him (2011) på albummet A Very She & Him Christmas